# Fujiwara no Tamemitsu
Fujiwara no Tamemitsu (藤原為光, [[[942]] - 992] Erro: {{japonês}}: texto da transliteração contém caractere não latino (pos 17) (ajuda)) foi um político japonês membro da Corte e do Ramo Hokke do Clã Fujiwara do período Heian da História do Japão.

## Vida
Ele era filho de Fujiwara no Morosuke. Sua mãe era a Princesa Imperial Masako, filha do Imperador Daigo.
Tamemitsu tinha quatro irmãos: Kaneie, Kanemichi, Kinsue e Koretada.
Em 988 Tamemitsu mandou erigir o santuário Hoju-ji em homenagem a sua filha Shishi.

## Carreira
Tamemitsu foi membro da Corte durante os reinados do Imperador En'yu, do Imperador Kazan e do Imperador Go-Ichijo.
Em 957, Tamemitsu foi nomeado camareiro do Imperador Reizei.
Em 968, Tamemitsu foi nomeado chefe dos camareiros do Imperador En'yu. Em 970 se tornou Sangi, em 975 Chūnagon e em 977 Dainagon.
Em 985, Tamemitsu foi nomeado Udaijin.
Em 991, Tamemitsu foi  promovido para Daijō Daijin.
Ele ficou conhecido como Kōtoku-kō (恒徳公).

| Precedido por Fujiwara no Kaneie | 17º Daijō Daijin (991 -992) | Sucedido por Fujiwara no Michinaga |
| Precedido por Fujiwara no Kaneie | 53º Udaijin (985 -991)      | Sucedido por Minamoto no Shigenobu |